# Deutscher Feuerwehrverband

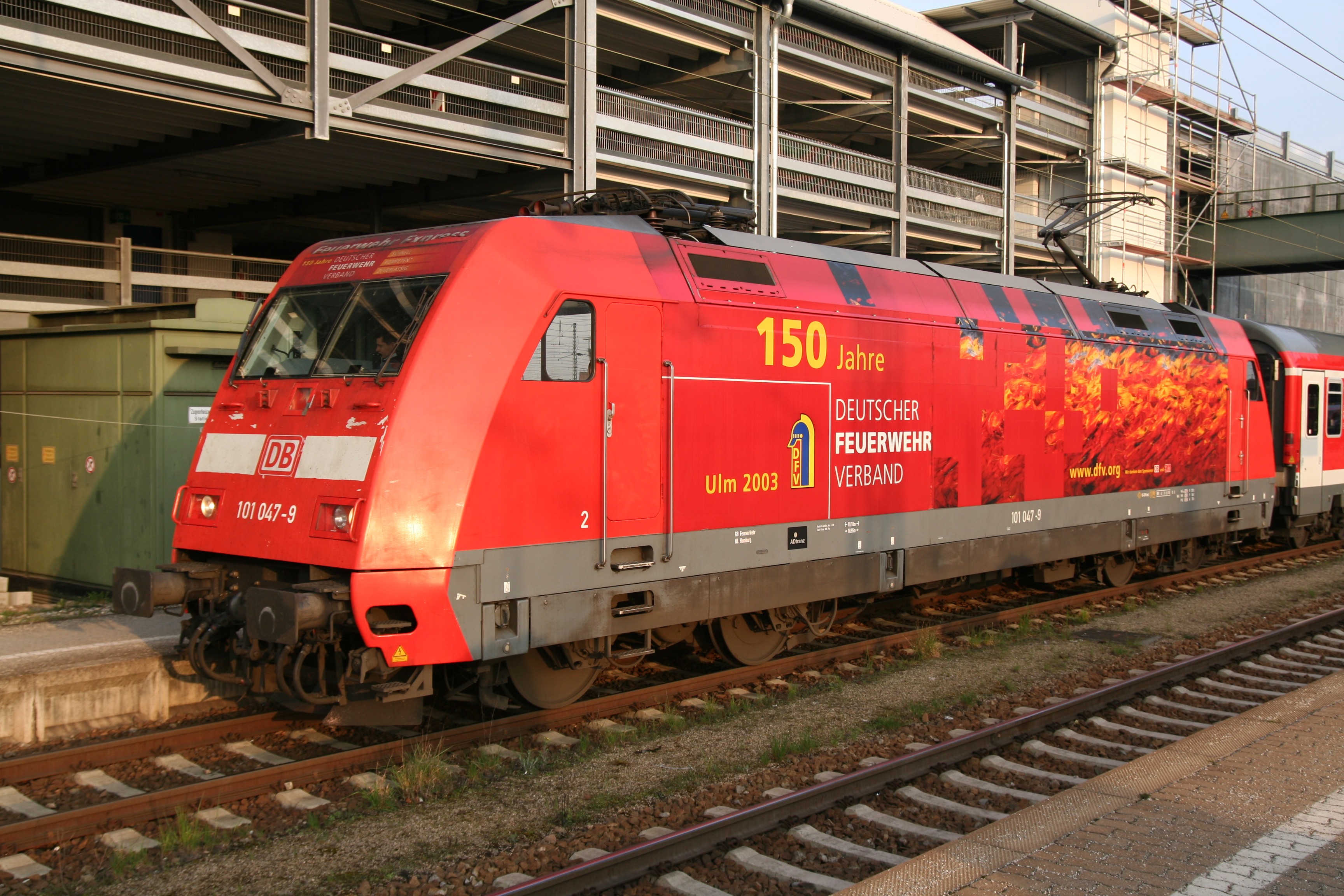
Lokomotive der Baureihe 101 als Werbeträger des Deutschen Feuerwehrverbands

Der Deutsche Feuerwehrverband e. V., kurz DFV, ist seit dem 10. Juli 1853 der Fachverband der deutschen Feuerwehren. Er vertritt als Dachorganisation die Interessen der 16 Landesfeuerwehrverbände sowie der beiden Bundesgruppen Werkfeuerwehr und Berufsfeuerwehr. Die Deutsche Jugendfeuerwehr (DJF) ist satzungsgemäß Teil des Deutschen Feuerwehrverbands.
Der Verband repräsentiert die deutschen Feuerwehren mit ihren etwa 1,4 Millionen Feuerwehrangehörigen im Weltfeuerwehrverband CTIF (Comité technique international de prévention et d’extinction du feu) seit dessen Gründung am 16. August 1900. Der Deutsche Feuerwehrverband ist Herausgeber der Deutschen Feuerwehr-Zeitung, die monatlich in der Fachzeitschrift BRANDSchutz erscheint.
Der Verband und seine Mitglieder sind regelmäßig im Deutschen Bundestag, in Gremien, Anhörungen und Ausschüssen deutschlandweit präsent, um die Positionen des deutschen Feuerwehrwesens zu vertreten.

## Geschichte

### Gründung und Geschichte bis 1938
Der Deutsche Feuerwehrverband wurde am 10. Juli 1853 auf Initiative des Ulmer Feuerwehrkommandanten Conrad Dietrich Magirus in Plochingen gegründet. Am 19. Juni hatte Magirus im Schwäbischen Merkur eine Aufforderung zu einer Zusammenkunft der Vorstände sämtlicher Feuerwehren Württembergs veröffentlicht und in den Waldhorn-Saal eingeladen. Zehn Feuerwehrkommandanten nahmen an der Versammlung teil und beschlossen die Gründung eines Vereins. Zum Meinungsaustausch sollte regelmäßig ein Feuerwehrtag stattfinden. Der erste Deutsche Feuerwehrtag fand am 8. September 1854 in Ulm statt. Beim vierten Deutschen Feuerwehrtag 1860 im Mainz nahmen 45 Feuerwehren teil, beim fünften Deutschen Feuerwehrtag 1862 in Augsburg waren es bereits rund 2000 Vertreter von 135 Feuerwehren.
Dem DFV gehörten im Jahr 1929 folgende Verbände an: Der Preußische Landes-Feuerwehrverband mit seinen Provinzialverbänden Brandenburgischer Provinzial-Feuerwehrverband, Verband der Freiwilligen Feuerwehren der Stadt Berlin, Feuerwehrverband der Provinz Hannover, Kurhessischer Feuerwehrverband, Nassauischer Feuerwehrverband, Ostpreußischer Provinzial-Feuerwehrverband, Pommerscher Feuerwehrverband, Feuerwehrverband der Rheinprovinz, Feuerwehrverband der Provinz Sachsen, Provinzialverband der Feuerwehren Niederschlesiens, Feuerwehrverband Oberschlesien, Provinzialverband der Feuerwehren Schleswig-Holstein, Westfälischer Feuerwehrverband, Feuerwehrverband Westpreußen, Feuerwehrverband Grenzmark Posen-Westpreußen und Minden-Ravensburg-Lippescher Feuerwehrverband. Über Preußen hinaus: Anhaltischer Feuerwehrverband, Badischer Landes-Feuerwehrverband, Bayerischer Landes-Feuerwehrverband, Braunschweiger Landes-Feuerwehrverband, Landesverband hessischer Freiwilliger Feuerwehren, Hohenzollernscher Landes-Feuerwehrverband, Lippescher Feuerwehrverband, Verband Lübecker Freiwilliger Feuerwehren, Mecklenburger Feuerwehrverband, Oldenburgischer Feuerwehrverband, Pfälzischer Kreis-Feuerwehrverband, Österreichischer Reichsverband für Feuerwehr- und Rettungswesen, Landesverband Sächsischer Feuerwehren, Thüringer Feuerwehrverband und Württembergischer Landes-Feuerwehrverband. Durch die Auswirkungen des Ersten Weltkriegs war der Elsaß-Lothringische Feuerwehrverband 1918 aus dem DFV ausgeschieden.
Im Jahr 1929 gab es auf dem Gebiet des DFV 35.910 Feuerwehren, in denen 1.786.384 Mann freiwilligen Dienst verrichteten und 9.048 Mann den Feuerwehrdienst beruflich ausübten, sodass 1.795.432 Personen über die Verbandsstrukturen dem Deutschen Feuerwehrverband angehörten. Dies entsprach rund 3 % der Bevölkerung der Weimarer Republik.
Einen radikalen Eingriff in den Aufbau und die Struktur der Feuerwehren gab es in der Zeit des Nationalsozialismus mit dem Gesetz über das Feuerlöschwesen, das die Einbindung der Feuerwehren in die Feuerschutzpolizei festlegte. Auf Weisung des Reichsinnenministeriums stellte der Verband im Jahr 1938 seine Tätigkeit ein.

### Neugründung
Im Sommer 1950 fanden erste Gespräche über eine mögliche Zusammenarbeit mit Vertretern aus den Ländern Schleswig-Holstein, Niedersachsen, Nordrhein-Westfalen, Hessen, Baden, Württemberg und Württemberg-Hohenzollern in Stuttgart statt und führten Anfang 1951 zur Bildung einer „Arbeitsgemeinschaft der Landesfeuerwehrverbände“ (AGL). Schließlich beschließen am 4. Oktober 1951 in Limburg an der Lahn berufene Vertreter der Landesfeuerwehrverbände, alle deutschen Feuerwehren zur Wiedergründung des Deutschen Feuerwehrverbandes aufzurufen. Die Neugründung nach dem Zweiten Weltkrieg erfolgte erst am 12. Januar 1952 in Fulda (Hessen). Neuer Präsident wurde Albert Bürger aus Rottweil, der das Amt bis 1981 innehaben sollte.
Der Deutsche Feuerwehrverband wurde schon wenige Monate nach seiner Wiedergründung am 21. August 1952 auf dem Kongress des CTIF in Bern wieder in das Komitee aufgenommen.
In den 1970er Jahren bis Anfang der 1990er Jahre rief der Deutsche Feuerwehrverband mit seinen untergeordneten Verbänden jährlich zur Durchführung der bundesweiten Brandschutzwoche, jeweils unter einem anderen Motto, auf, um die Feuerwehr-Akzeptanz in der Bevölkerung zu verbessern. Das im Juni 1963 gegründete Deutsche Feuerwehr-Museum in Fulda wird teilweise vom Verband finanziert.
Präsident war in den Jahren 1981 bis 1993 Hinrich Struve. Bereits 1988 reiste dieser mit einer Delegation in die Deutsche Demokratische Republik, um Kontakte mit den dortigen Feuerwehren zu knüpfen. Im Jahr 1990 gestaltete er dann die Wiedervereinigung des Verbandes durch die Entwicklung und Zusammenführung der Ost- und Westfeuerwehren. Ausgelöst durch die deutsche Wiedervereinigung gehören seit Ende 1990 auch die Landesfeuerwehrverbände von Brandenburg, Mecklenburg-Vorpommern, Sachsen, Sachsen-Anhalt und Thüringen dem Deutschen Feuerwehrverband an.
In den Jahren 1994 bis 2003 war Gerald Schäuble Präsident des Deutschen Feuerwehrverbandes. Im Juni 2003 fand die Jungfernfahrt des „Feuerwehr-Express“ der Bahn AG (eine Elektrolokomotive der Baureihe 101) statt. Auf dem Deutschen Feuerwehrtag 2003 wurde dann das 150. Jubiläum des wiedervereinten Deutschen Feuerwehrverbandes in Ulm als Großereignis begangen. Schäuble bereitete den verwaltungstechnischen Umzug des Deutschen Feuerwehrverbandes von Bonn nach Berlin vor, den sein Nachfolger im Amt, Hans-Peter Kröger, im Jahr 2005 realisierte. Kröger gelang es infolgedessen, seinen Verband zu einer anerkannten politischen Interessenvertretung in Berlin zu machen.
Zum 1. Januar 2016 trat Hartmut Ziebs die Nachfolge von Hans-Peter Kröger an. Er trieb die Vernetzung des Deutschen Feuerwehrverbandes im gesellschaftspolitischen Kontext voran. Am 12. November 2019 entzogen ihm fünf der sieben Vizepräsidenten das Vertrauen und forderten ihn zum Rücktritt auf. Ziebs brachte dies in Zusammenhang mit eigenen Äußerungen über eine rechtspopulistische Unterwanderung der Feuerwehr und die Einstellung von Müjgan Percin mit türkischen Vorfahren als Bundesgeschäftsführerin. Der Darstellung Ziebs widersprach in einer Sitzung am 6. Dezember 2019 in Braunschweig der Präsidialrat. Der Präsidialrat behauptete, die Rücktrittsfrage sei „zu keinem Zeitpunkt verbunden mit den politischen Äußerungen des Präsidenten gegen Rechtspopulismus“ gewesen und stellte klar, „Die Feuerwehrverbände decken keine rechtsnationalen Tendenzen. Wir dulden kein radikales Gedankengut, sondern stehen für alle Werte einer freiheitlichen Demokratie ein.“ Laut Präsidialrat läge die Vertrauenskrise in strukturellen Problemen und gestörter Kommunikation im Präsidium und verurteilte Drohungen gegen Ziebs und Verunglimpfungen von Vizepräsidenten in sozialen Medien. Der Präsidialrat des Verbands entzog Ziebs in Braunschweig das Vertrauen. Für den April 2020 sollte eine Delegiertenversammlung des Verbandes einberufen werden, um das Präsidentenamt neu zu besetzen. Ziebs wollte auf dieser Delegiertenversammlung nicht wieder kandidieren. Am 14. Dezember 2019 erklärte Hartmut Ziebs seinen endgültigen Rücktritt als Präsident des Deutschen Feuerwehrverbandes zum 31. Dezember 2019. Der Verband wurde anschließend bis Februar 2021 kommissarisch geführt. Wegen der COVID-19-Pandemie in Deutschland erfolgte die Wahl von Karl-Heinz Banse von der Delegiertenversammlung des Deutschen Feuerwehrverbandes zum neuen Präsidenten erst am 27. Februar 2021 und fand digital statt.
Beim Eisenbahnunfall von Eschede im Juni 1998 kam es zu starken psychischen Belastungen für die tätigen Rettungskräfte. Der DFV beschloss, mit einer Stiftung die Grundlage für eine langfristige Unterstützung zu schaffen. Als Handlungsziele wurden Koordination und Vernetzung, Hilfe zur Selbsthilfe, Qualitätssicherung im Bereich Psychosozialen Einsatzvorbereitung und -nachsorge sowie Förderung von Wiederherstellungs- und Erholungsmaßnahmen festgelegt. Mit der DaimlerChrysler AG war im Jahr 2000 ein Partner gefunden, der bereit war, durch die Stiftung einen erforderlichen finanziellen Grundstock zur Finanzierung der Arbeit zu legen. Am 22. Dezember 2000 konnte in Fulda die Genehmigungsurkunde und die Verfassung der Stiftung „Hilfe für Helfer“ entgegengenommen werden, die anschließend ihre Arbeit aufnahm.
Einer geplanten Abstimmung zur Aberkennung der erst Anfang 2019 erhaltenen Ehrenmitgliedschaft und der Goldenen Ehrennadel des Deutschen Feuerwehrverbandes kam der Manager Albert Jugel durch Rückgabe zuvor. Jugel war viele Jahre Inoffizieller Mitarbeiter des Ministeriums für Staatssicherheit der DDR, dies wurde allerdings erst 2020 bekannt.
Im April 2024 organisierten der DFV und sein französisches Pendant, die „Fédération Nationale des Sapeurs-Pompiers de France“ (FNSPF), den 1. Europäischen Feuerwehrgipfel in Paris. Am Beispiel des DFV, der seit 2008 eine Vertretung in der Europäischen Union hat, soll es zukünftig auch eine Vertretung der europäischen Feuerwehren in Brüssel geben. Hier soll ein europäischer Bund der Feuerwehrverbände etabliert werden.

### Präsidenten
- 1853–1874 Conrad Dietrich Magirus
- 1874–1876 Friedrich Wilhelm Reuter

Verbandsemblem der DJF

- 1876–1880 Ludwig Jung
- 1880–1887 Gustav Ritz
- 1888–1904 Gustav Schulze
- 1904–1911 Wilhelm Dietzler
- 1911–1928 Heinrich Lang
- 1928–1936 Adolf Ecker
- 1952–1981 Albert Bürger
- 1981–1993 Hinrich Struve
- 1994–2003 Gerald Schäuble
- 2003–2015 Hans-Peter Kröger
- 2016–2019 Hartmut Ziebs
- seit 2021 Karl-Heinz Banse

## Aufgaben
Zu den Aufgaben zählen:
- Förderung des Brand-, Arbeits-, Umwelt-, Katastrophen- und Zivilschutzes, der technischen Hilfeleistung, der Unfallverhütung und des Rettungsdienstes
- Interessenvertretung der Feuerwehren auf Bundes-, EU- und internationaler Ebene sowie gegenüber anderen Hilfsorganisationen
- Ausbau der internationalen Zusammenarbeit
- Förderung der Zusammenarbeit mit Hilfsorganisationen
- Betreuung und Förderung der Jugendfeuerwehren (JF)
- Presse- und Öffentlichkeitsarbeit
- Förderung der Brandschutzaufklärung und -erziehung
- Mitgliedergewinnung
- Förderung feuerwehr-kultureller Zwecke
- Ehrung und Auszeichnung verdienter Personen mit dem Deutschen Feuerwehr-Ehrenkreuz, der Ehrenmedaille und der Ehrennadel
- Aus- und Fortbildung
- Eintreten für die soziale Sicherheit und die psychosoziale Unterstützung der Feuerwehrangehörigen
- Facharbeit in 13 Fachbereichen in einem dreistufigen Konzept
- Koordination der Extremismusprävention und Demokratiearbeit im Rahmen des Bundesprogramms "Zusammenhalt durch Teilhabe"

Der Verband ist Mitglied im Netzwerk Europäische Bewegung.

## Mitglieder
- Ordentliche Mitglieder des Verbandes sind die folgenden Organisationen:
  - als Gesamtvertretung eines Bundeslandes die folgenden Landesfeuerwehrverbände (LFV):
    - Landesfeuerwehrverband Baden-Württemberg
    - Landesfeuerwehrverband Bayern
    - Landesfeuerwehrverband Berlin
    - Landesfeuerwehrverband Brandenburg
    - Landesfeuerwehrverband Bremen
    - Landesbereich Freiwillige Feuerwehr Hamburg
    - Landesfeuerwehrverband Hessen
    - Landesfeuerwehrverband Mecklenburg-Vorpommern
    - Landesfeuerwehrverband Niedersachsen
    - Verband der Feuerwehren in Nordrhein-Westfalen
    - Landesfeuerwehrverband Rheinland-Pfalz
    - Landesfeuerwehrverband Saarland
    - Landesfeuerwehrverband Sachsen
    - Landesfeuerwehrverband Sachsen-Anhalt
    - Landesfeuerwehrverband Schleswig-Holstein
    - Thüringer Feuerwehr-Verband

  - Mitglieder der Landesfeuerwehrverbände sind die Stadt- und Kreisfeuerwehrverbände (KFV) (und in einigen Bundesländern auch Bezirksfeuerwehrverbände (BFV)), in denen wiederum die örtlichen Feuerwehren Mitglied sind.
- die Bundesgruppe Berufsfeuerwehr, in der die Berufsfeuerwehren (BF) zusammengeschlossen sind und der Verband der Bundeswehrfeuerwehren angegliedert ist
- die Bundesgruppe Werkfeuerwehr (WF)
- Ehrenmitglieder, die besondere Leistungen für den Verband erbracht haben
- Kooperative Mitglieder, die ähnliche Ziele wie der DFV verfolgen
- Fördermitglieder, die die Arbeit des Verbandes unterstützen.

Die Finanzierung des Deutschen Feuerwehrverbands erfolgt satzungsgemäß durch Beiträge der ordentlichen Mitglieder.

## Organe
Die Organe des Deutschen Feuerwehrverbands sind:
- Delegiertenversammlung
- Präsidialrat
- Präsidium
- Beirat

Die größte repräsentative Veranstaltung des Deutschen Feuerwehrverbandes ist der „Deutsche Feuerwehrtag“, der seit dem Jahr 1854 in deutschen Großstädten stattfindet und dessen Turnus seit dem Jahr 1970 zehn Jahre beträgt.

## Arbeitsweise
Der Deutsche Feuerwehrverband unterhält in Berlin-Mitte eine Bundesgeschäftsstelle mit mehreren hauptamtlichen Mitarbeitern und ein nicht-ständig besetztes Büro in Brüssel, das unter der Bezeichnung „Vertretung der deutschen Feuerwehren bei der Europäischen Union“ arbeitet. Als organisierter Interessenvertreter ist der DFV sowohl in der öffentlichen Liste registrierter Verbände des Deutschen Bundestags, als auch im Transparenz-Register der Europäischen Union eingetragen. Der jährliche Finanzaufwand für Aktivitäten, die unter das Transparenz-Register fallen, wird für das Jahr 2016 mit weniger als 10.000 € angegeben.
Die Positionen des DFV basieren auf den Ergebnissen der zwölf Bereiche innerverbandlicher Facharbeit, deren Erkenntnisse sowohl der politische Verbandsarbeit, als auch der Öffentlichkeit zur Verfügung stehen.
Für Aufsehen auf Bundesebene sorgte im Jahr 2016 die Stellungnahme des DFV zu einem Gesetzentwurf zur elften Verordnung zur Änderung der Fahrerlaubnis-Verordnung, die der Bundesrat zuerst anhielt und anschließend zur weiteren Beratung von der Tagesordnung nahm. Der ursprüngliche Gesetzentwurf hatte für die gängigen Fahrzeuge der Feuerwehr über 3,5 t Gesamtmasse die Führerscheinklasse D1 (statt bisher C1, C1E, C und CE) vorgesehen, was zu massiven Mehrkosten für die Träger der Feuerwehren und einen Nacherwerb der Fahrerlaubnisklasse D1 durch einen Großteil der als Fahrer geeigneten Maschinisten der Feuerwehr geführt hätte.
Im Bereich der Öffentlichkeitsarbeit standen zuletzt die Themen Europäischer Notruf 112, Integration und Frauen bei der Feuerwehr im Fokus.

## Ehrenpräsidenten
- Albert Bürger
- Hinrich Struve
- Gerald Schäuble
- Hans-Peter Kröger

## Deutsche Weltmeister der Feuerwehren

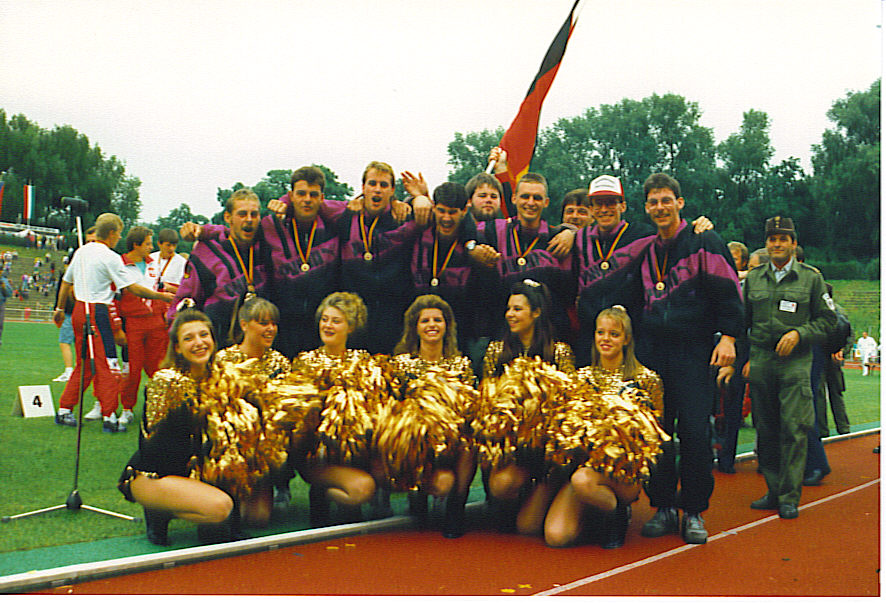
X. Internationale Feuerwehrsportwettkämpfe 1993 in Berlin, Sieger in der Disziplin Löschangriff – FF Beselich-Obertiefenbach

Bei den alle vier Jahre stattfindenden Weltmeisterschaften des Weltfeuerwehrverbandes CTIF wurden folgende deutsche Mannschaften Weltmeister:
| Jahr | Austragungsort | Feuerwehrwettbewerb                                               | Mannschaft                 | Bundesland |
| ---- | -------------- | ----------------------------------------------------------------- | -------------------------- | ---------- |
| 1973 | Brünn          | Feuerwehrsportwettkämpfe – Löschangriff                           | BF DDR                     |            |
| 1981 | Böblingen      | Feuerwehrsportwettkämpfe – Löschangriff                           | BF DDR                     |            |
| 1985 | Vöcklabruck    | Feuerwehrsportwettkämpfe – Löschangriff                           | BF DDR                     |            |
| 1985 | Vöcklabruck    | Traditionelle Feuerwehrwettbewerbe ohne Alterspunkte              | FF Nidderau-Eichen         | HE         |
| 1985 | Vöcklabruck    | Traditionelle Feuerwehrwettbewerbe mit Alterspunkten              | FF Friedrichsthal          | SL         |
| 1993 | Berlin         | Feuerwehrsportwettkämpfe – Löschangriff                           | FF Beselich-Obertiefenbach | HE         |
| 1993 | Berlin         | Feuerwehrsportwettkämpfe – 4×100-Meter-Feuerwehrstafette          | FF Berlin                  | BE         |
| 1993 | Berlin         | Traditionelle Feuerwehrwettbewerbe ohne Alterspunkte              | FF Bundenthal              | RP         |
| 1993 | Berlin         | Traditionelle Feuerwehrwettbewerbe mit Alterspunkten              | FF Asendorf II             | NI         |
| 1997 | Herning        | Traditionelle Feuerwehrwettbewerbe mit Alterspunkten (Frauen)     | FF Asendorf 2              | NI         |
| 2001 | Kuopio         | Feuerwehrsportwettkämpfe – 4×100-Meter-Feuerwehrstafette (Frauen) | FF Muldentalkreis          | ST         |
| 2013 | Mülhausen      | Feuerwehrsportwettkämpfe – Löschangriff                           | FF Team Lausitz            | BB         |
| 2017 | Villach        | Feuerwehrsportwettkämpfe – Löschangriff                           | FF Märkisch-Oderland       | BB         |

Diese Weltmeisterschaften werden seit dem Jahr 1961 ausgetragen. Anfangs gab es ausschließlich die Traditionellen Feuerwehrwettbewerbe.
Die Internationalen Feuerwehrsportwettkämpfe werden seit 1973 ausgetragen. Zunächst waren bei den Sportwettkämpfen nur Berufsfeuerwehren (BF) startberechtigt. Ab 1985 waren auch Freiwillige Feuerwehren (FF) zugelassen. In diese Männerdomäne stießen ab dem Jahr 2001 Frauengruppen hinzu.